# Karl Hess (Politiker)
Karl Friedrich Christian Hess (* 14. Dezember 1798 in Gießen; † 5. Mai 1835 ebenda) war ein deutscher Jurist, hessischer liberaler Politiker und Abgeordneter der 2. Kammer der Landstände des Großherzogtums Hessen.
Karl Hess war der Sohn des wirklichen geheimen Rates Karl Georg Philipp Hess (1765–1829) und dessen Ehefrau Christine, geborene Müller (1773–1851). Hess, der evangelischen Glaubens war, heiratete am 16. August 1826 Friederike Charlotte Amalie Sophie geborene Balser (1806–1846).
Hess studierte ab 1815 Rechtswissenschaften an der Universität Gießen und schloss das Studium 1818 mit der Promotion zum Dr. jur. et phil. ab. 1817 wurde er Hofgerichtssekretariatsakzessist in Gießen und 1820 Assessor am Justizamt Butzbach. Ab 1826 war er Hofgerichtsadvokat und Prokurator in Gießen. 
Von 1832 bis 1834 gehörte er der Zweiten Kammer der Landstände an. Er wurde zunächst für den Wahlbezirk Oberhessen 13/Gedern-Ortenberg und dann für die Stadt Gießen gewählt.